# Groton, New Hampshire
Groton är en kommun (town) i Grafton County i den amerikanska delstaten New Hampshire med en yta av 105,7 km² och en folkmängd, som uppgår till 593 invånare (2010).